# Crocuta crocuta spelaea
La hiena de las cavernas (Crocuta crocuta spelaea) es una subespecie extinta de la hiena manchada (Crocuta crocuta) nativa de Eurasia, abarcando desde el norte de China a España y también las islas británicas. Aunque fue en principio descrita como una especie separada de la hiena manchada debido a las grandes diferencias en sus extremidades anteriores y posteriores, los primeros análisis genéticos no indicaron diferencias notables en el ADN de la hiena cavernaria del Pleistoceno y la actual hiena manchada.; análisis posteriores han llevado a que algunos autores sugieran que la subespecie sea reclasificada como dos especies, Crocuta spelaea y Crocuta ultima. Esta hiena es conocida a partir de varios restos fósiles y también en el arte prehistórico. Con la desaparición de las praderas hace 12 500 años, Europa experimentó una masiva pérdida de hábitats de tierras bajas que eran preferidos por las hienas de las cavernas, y con ello un correspondiente incremento de bosques mixtos. Las hienas de las cavernas, bajo estas circunstancias, pudieron haber sido superadas por los lobos y los humanos, los cuales habitaban tanto en los bosques como en terrenos abiertos, y en las tierras altas como en las tierras bajas. Las poblaciones de la hiena de las cavernas comenzaron a reducirse hace aproximadamente 20 000 años, para desaparecer completamente de Europa Occidental hace entre 14 000 y 11 000 años, y antes en algunas áreas.

## Historia de su descubrimiento y clasificación

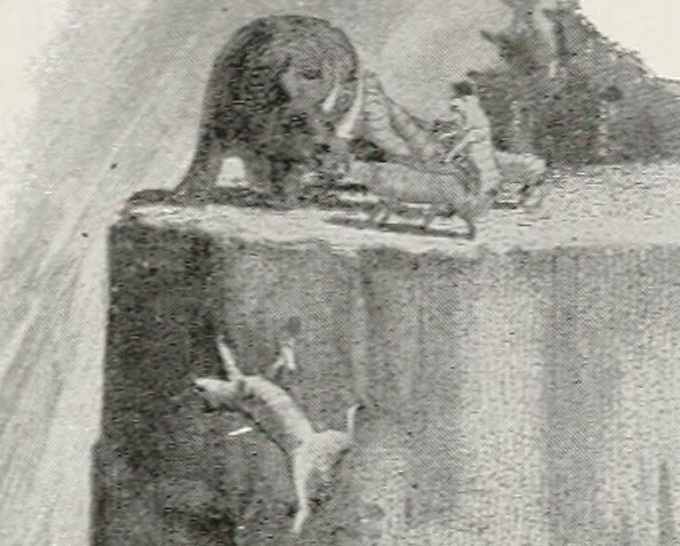
Hienas de las cavernas atacando a un rinoceronte lanudo, por Howard V. Brown (1904)

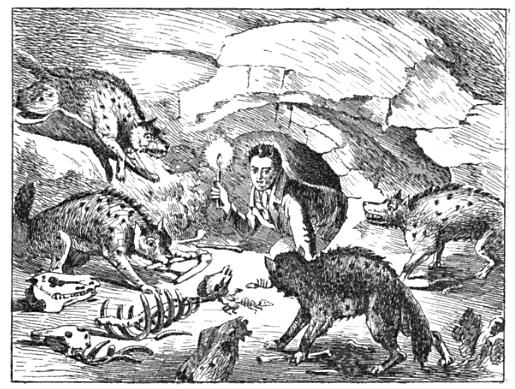
Caricatura de William Conybeare (1822) mostrando a Buckland descubriendo los cubiles de hiena de Kirkdale.

Aunque el primer reporte completo de la hiena de las cavernas fue realizado por Georges Cuvier en 1812, fragmentos del esqueleto de la hiena de las cavernas ya habían sido descritos en la literatura científica desde el siglo XVIII, aunque era frecuentemente identificados de forma errónea. La primera mención registrada de la hiena aparece en la obra de Kundmann de 1737 Rariora Naturæ et Artis, en el cual el autor pensó que el ramo mandibular de este animal era de un ternero. En 1774, Eugenius Johann Christoph Esper describió erróneamente a los dientes de una hiena descubiertos como pertenecientes a un león, y en 1784, Cossimo Collini describió un cráneo de hiena de las cavernas como de una foca. La presencia en el pasado de hienas en Gran Bretaña fue revelada tras el examen de William Buckland de los contenidos de la Caverna Kirkdale, la cual se ha mostrado que es un lugar lleno de antiguos cubiles de hienas. Los hallazgos de Buckland  fueron seguidos por los descubrimientos de Clift y Whidbey en Oreston, Plymouth.
En su propio reporte de 1812, Cuvier mencionó algunas localidades europeas donde se habían hallado restos de hienas cavernarias, y la consideró una especie diferente de la hiena manchada tomando en cuenta su tamaño superior. Él desarrolló sus ideas en su obra Ossemens Fossiles (1823), notando como las extremidades digitales de la hiena cavernaria eran más cortas y gruesas que las de la hiena manchada. Su punto de vista fue ampliamente aceptado durante la primera mitad del siglo XIX, siendo apoyado por Henri Marie Ducrotay de Blainville y Richard Owen, entre otros. Otras justificaciones para separar a ambas hienas incluyen diferencias en la parte tubercular del diente carnasial inferior. William Boyd Dawkins fue el primero en expresar sus dudas sobre esa separación entre la hiena manchada y la cavernaria en un escrito de 1865, estableciendo que la ya mencionada característica dental era consistente con la simple variación individual. En un análisis posterior de 1877, él reafirmó esto tras comparar los cráneos de ambos animales sin llegar a encontrar ninguna característica que pudiera ser una diferencia a nivel de especie.

### Genética
Análisis realizados con el genoma y de secuencias de ADN de los genes del citocromo b mitocondrial de las hienas cavernarias indicaron que no tenían una separación clara con las hienas manchadas africanas y en lugar de ser una especie separada serían un representante euroasiático de las hienas manchadas del Pleistoceno. Sin embargo, un análisis de genomas nucleares completos de hienas tanto europeas como de Asia oriental publicado en 2020 sugiere que las poblaciones tanto africanas como euroasiáticas de Crocuta estaban mayormente separadas, habiéndose estimado que divergieron entre sí alrededor de hace 2.5 millones de años, acercándose a la edad correspondiente a los más antiguos especímenes de Crocuta en Eurasia, los cuales datan de hace unos 2 millones de años, en China. Los resultados del genoma nuclear también sugirieron que las poblaciones europeas y de Asia oriental (frecuentemente asignadas a las subespecies separadas C. crocuta ultima) divergían genéticamente de forma notable entre ellas, pero a la vez estaban más cercanamente relacionadas entre sí en general que con las poblaciones africanas de Crocuta. Los análisis del genoma nuclear además sugieren que hubo entrecruzamiento entre estas poblaciones por algún tiempo tras su divergencia, lo cual probablemente explica la discordancia entre los resultados del genoma nuclear y el mitocondrial, y los genomas mitocondriales de los Crocuta africanos y europeos estarían más cercanamente relacionados que con los de los Crocuta asiáticos, lo que sugiere que hubo un flujo genético continuado entre ambos grupos tras la separación de las poblaciones europeas y asiáticas. Algunos autores han sugerido que las dos subespecies deberían ser elevadas a nivel de especie con los nombres de Crocuta spelaea y Crocuta ultima. Un estudio de 2024 del genoma de una hiena de las cavernas de Sicilia encontró, como en el estudio de 2020, que había una fuerte separación genética entre las hienas cavernarias euroasiáticas y las hienas manchadas africanas, pero a diferencia de ese estudio anterior, no había un apoyo fuerte para la idea de una separación basal entre las hienas cavernarias europeas y las de Asia oriental y Siberia, mientras que se encontró que la hiena de Sicilia era de los primeros linajes que divergieron de las hienas cavernarias, con menos entrecruzamiento con las hienas africanas que otras hienas cavernarias europeas.

## Descripción

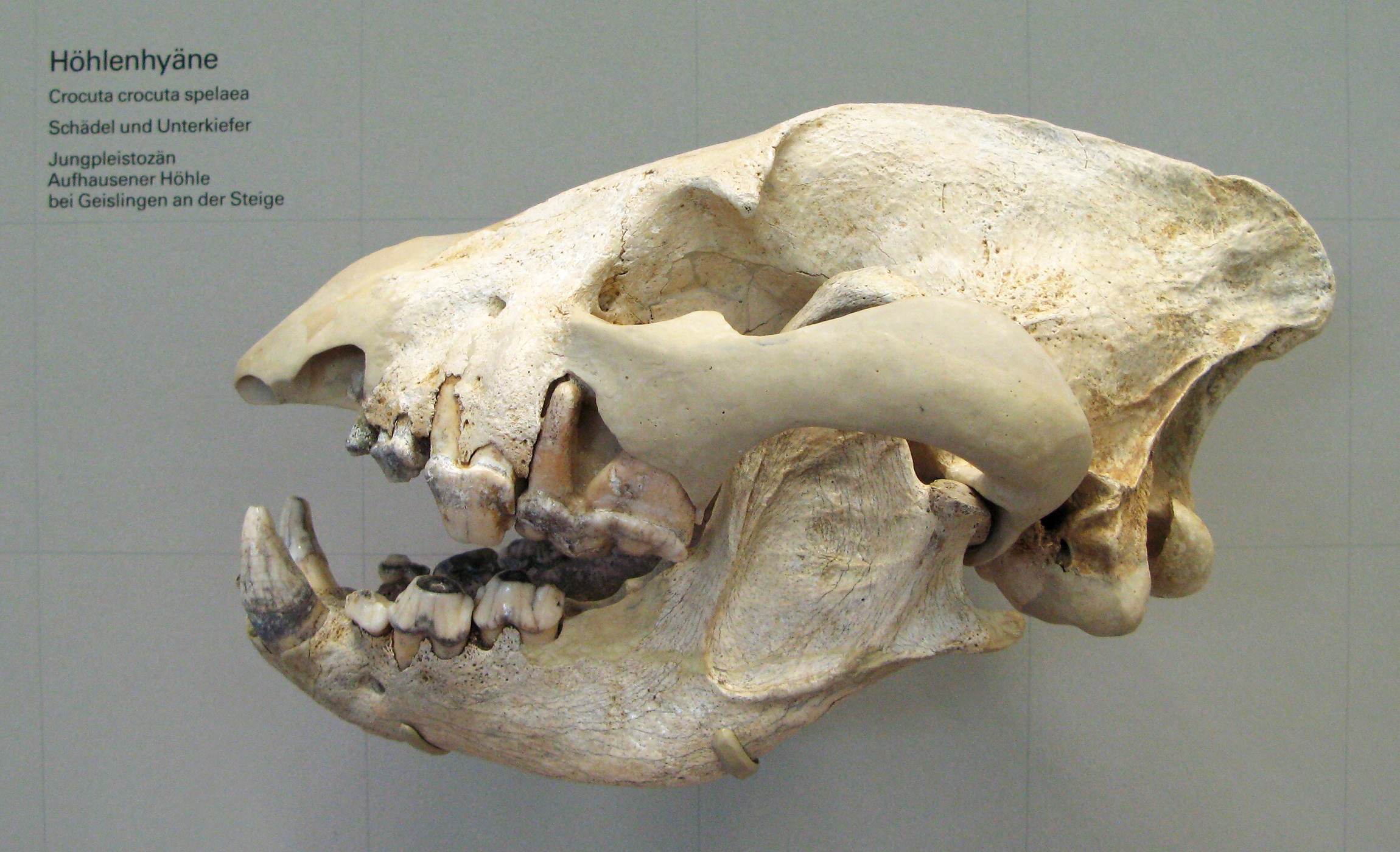
Cráneo de Crocuta crocuta spelaea

La distinción principal entre la hiena manchada y la de las cavernas se basa en las longitudes distintas de los huesos de sus extremidades. El húmero y el fémur son más largos en la hiena de las cavernas, indicando una adaptación a un hábitat diferente del de la hiena manchada. Se estima que llegaban a pesar 102 kilogramos. Como ocurre en la subespecie africana, las hienas cavernarias hembras eran mayores que sus contrapartes masculinas. El arte paleolítico ha mostrado que retenían el pelaje manchado de su pariente africano.
Poco se sabe de sus hábitos sociales. Su uso de las cuevas como cubiles es ampliamente aceptado, aunque también se conocen de sitios abiertos. Se desconoce si las hienas de las cavernas vivían en grandes clanes o llevaban una vida más solitaria, aunque los grandes clanes no se consideran probables en su hábitat del Pleistoceno.

## Hábitos alimenticios

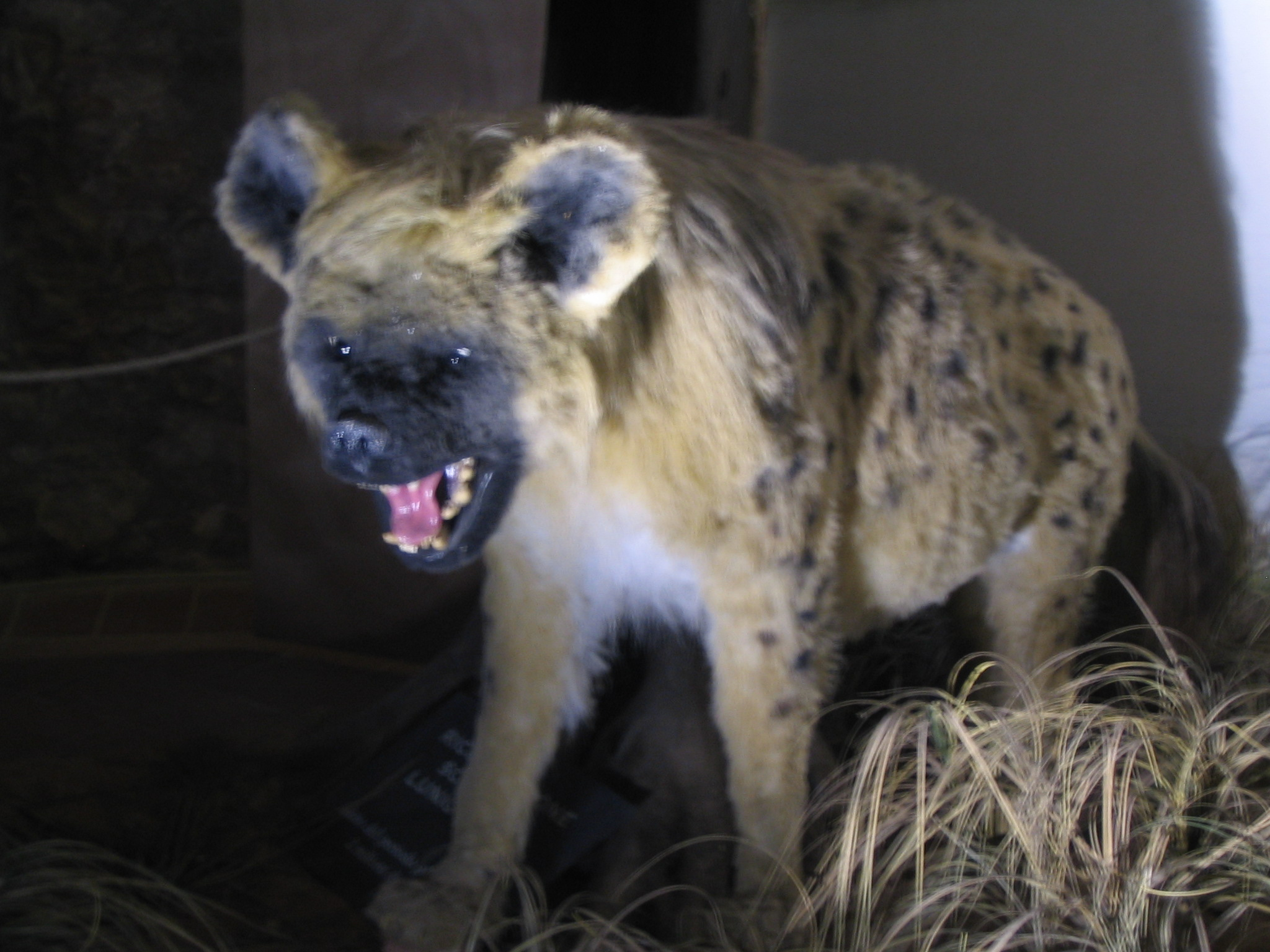
Reconstrucción de la hiena de las cavernas

Como las hienas actuales, las hienas de las cavernas acumulaban los huesos y cuernos de su comida en sus cubiles para consumirlos más tarde o para jugar, aunque es una incógnita si estos provienen de animales cazados o eran carroña. Los estudios de los restos animales en cubiles de hienas en el Karst Bohemio muestran que el caballo de Przewalski era aparentemente su presa más común, representando entre 16 a 51% del total, lo cual se corresponde con la preferencia de las hienas manchadas actuales por las cebras. Su presa más grande era el rinoceronte lanudo, cuyos huesos y cráneos han sido hallados en muchos cubiles de hienas. En algunas regiones, los restos de rinoceronte abarcan el 25-30% del total del material óseo de las presas. Los renos eran otra importante fuente de alimentos, y componían el 7-15% de las presas de las hienas. El bisonte estepario solo constituía el 1-6% de las presas de la hiena. El ciervo rojo solo representa el 3% de los restos hallados, y el ciervo gigante (Megaloceros giganteus) era incluso más raro. Los restos de fauna alpina incluyendo a la gamuza y el íbice están ausentes en algunos lugares, representando menos del 3% de las presas, posiblemente debido a su gran fragilidad. Las hienas de las cavernas practicaban el canibalismo en ocasiones.

## Relaciones con otros depredadores
Las hienas de las cavernas eran depredadores altamente exitosos, y eran especialmente numerosas en el noreste de Asia, donde parece que superaban a otros depredadores. Esto se deduce de la relativa escasez de restos del león de las cavernas, oso de las cavernas y lobos en las áreas en la que estos eran simpátricos con las hienas.
Se cree que las hienas de las cavernas son responsables de la desarticulación y destrucción de muchos esqueletos de osos de las cavernas. Sus enormes cadáveres eran una fuente óptima de comida para las hienas, especialmente al final del invierno, cuando la comida era escasa.
Las hienas de las cavernas eran simpátricas con el lobo gris en Italia. A diferencia de las hienas, que cazaban sobre todo a animales de tierras bajas como los caballos, los lobos dependían de presas más pequeñas que vivían en pendientes como el íbice y el corzo, de modo que minimizaban la competencia. Los lobos y las hienas parecen haber tenido una relación de abundancia negativa a través del tiempo, es decir, las poblaciones de lobos se expandían a medida que las hienas desaparecían.

## Interacciones con homínidos

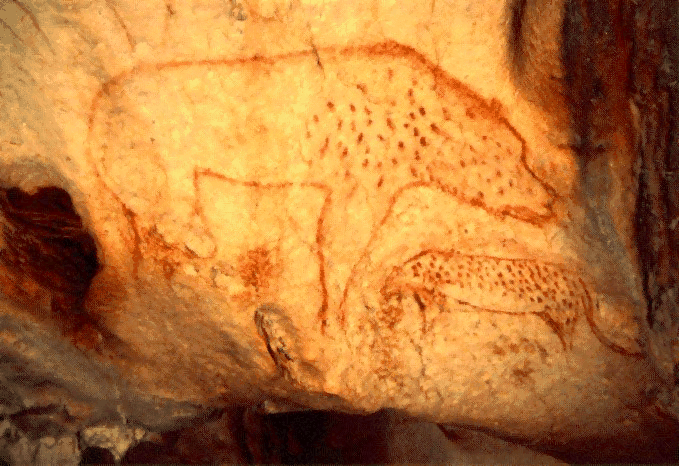
Pintura de una hiena de las cavernas hallada en la Cueva de Chauvet en 1994

Matanzas parcialmente procesadas por neandertales y luego por hienas de las cavernas indican que las hienas podrían ocasionalmente robar las presas de los neandertales, y que ambas especies competían por la posesión de las cuevas. Muchas cavernas muestran ocupaciones alternas de hienas y neandertales. También se han hallado con signos de haber sido parcialmente consumidos por hienas numerosos huesos de homínido, incluyendo al hombre de Neanderthal. Los humanos modernos también coexistieron con las hienas de las cavernas, y pudieron haber tenido interacciones similares a las de los neandertales. Algunos paleontólogos creen que la competencia y depredación por parte de las hienas en Siberia fue un factor significativo en el retraso de la colonización de Alaska. Las hienas de las cavernas pudieron haber robado ocasionalmente el producto de las cacerías de los humanos, o entrar en los campamentos para atacar a los jóvenes y débiles, como hacen las actuales hienas manchadas en África. Los restos humanos más antiguos de Alaska coinciden aproximadamente con la misma época en que las hienas de las cavernas se extinguieron, lo que ha llevado a ciertos paleontólogos a inferir que la presencia de las hienas fue lo que evitó que los humanos cruzaran antes el estrecho de Bering.

### En el arte paleolítico

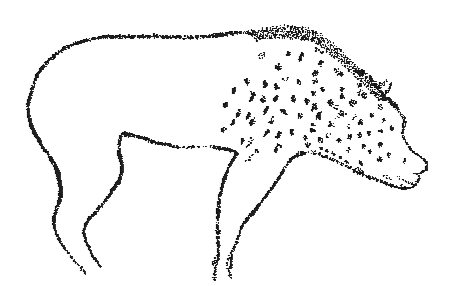
Dibujo de una pintura de hace 20,000 años de una hiena manchada de la cueva de Chauvet, Francia.

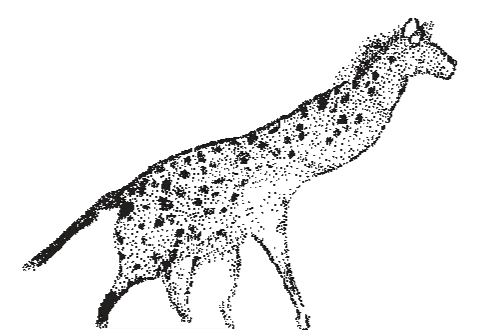
Dibujo de una hiena en la cueva de Lascaux, Francia.

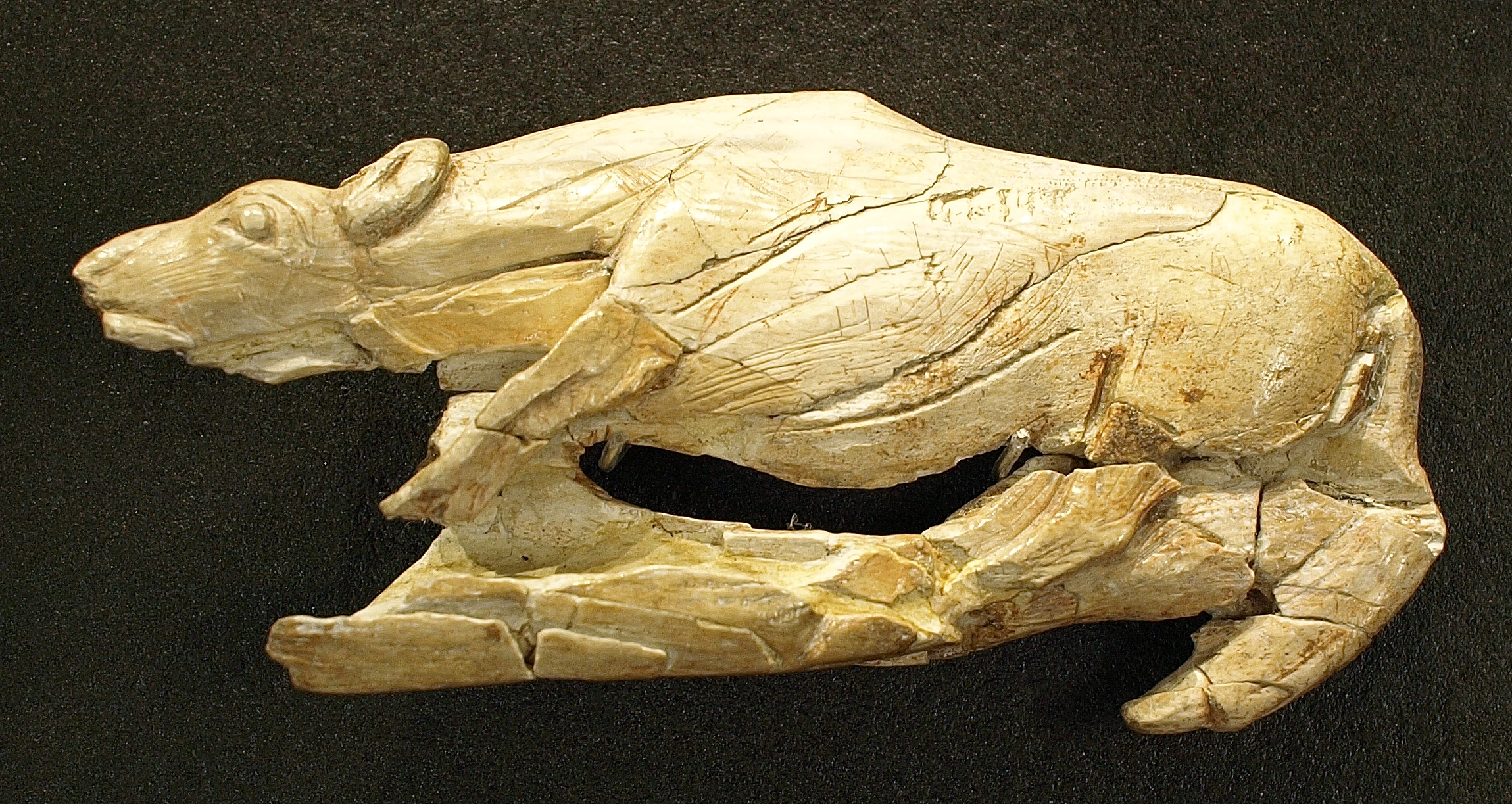
Atlatl hecho de marfil de mamut conocido como la "hiena arrastrándose", hallado en el refugio rocoso La Madeleine, datado entre hace 12,000 a 17,000 años.

La hiena de las cavernas ha sido representada en algunos ejemplos de arte rupestre del Paleolítico Superior en Francia. Una pintura de la cueva de Chauvet representa un perfil delineado de una hiena, con dos patas, con su cabeza y parte frontal con un patrón de coloración manchado plenamente distinguible. Debido al perfil inclinado del espécimen, se piensa que originalmente la pintura iba a representar a un oso de las cavernas, pero fue modificado para ser una hiena. En Lascaux, una pintura rupestre en rojo y negro de una hiena está presente en una parte de la caverna conocida como el eje Diverticule, y se le muestra de perfil, con cuatro patas y una espalda inclinada. El cuerpo y el largo cuello tienen manchas, incluyendo los flancos. Una imagen en Ariège muestra una figura delineada de forma incompleta y profundamente grabada, que representa parte del largo cuello, pasando suavemente a parte de la extremidad anterior del animal en el lado proximal. Su cabeza está de perfil, con un hocico posiblemente regrabado. La oreja es típica de la hiena manchada, ya que es redondeada. Una imagen en la cueva Le Gabillou en Dordoña muestra a una figura zoomórfica profundamente grabada con la cabeza en vista frontal y un cuello alargado con parte de la extremidad delantera de perfil. Tiene grandes ojos redondos y cortas orejas redondas que están situados aparte el uno del otro. Tiene una ancha boca representada por una línea que evoca una sonrisa. Aunque originalmente se pensó que representaba una criatura zoomorfa compuesta o híbrida, es probable que sea una hiena basándose en su ancho hocico y largo cuello. La relativa escasez de representaciones de la hiena en el arte rupestre paleolítico se ha considerado causada por el bajo rango de esta en la jerarquía de la adoración animal; la apariencia de la hiena de las cavernas era probablemente poco atractiva para los cazadores de las épocas glaciales, y no era buscado como presa. Asimismo, no era un rival tan serio como el león o el oso cavernarios, y carecía de la imponencia del mamut o el rinoceronte lanudo.

## Galería

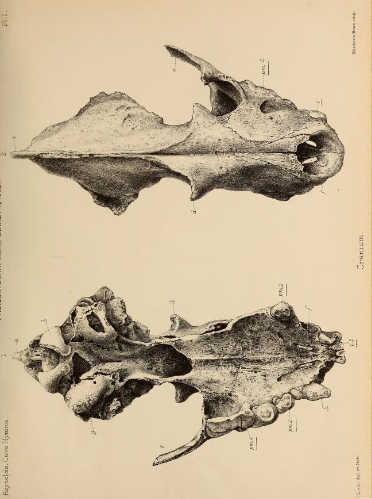
Cráneo de Wookey Hole, ahora en el Museo Taunton
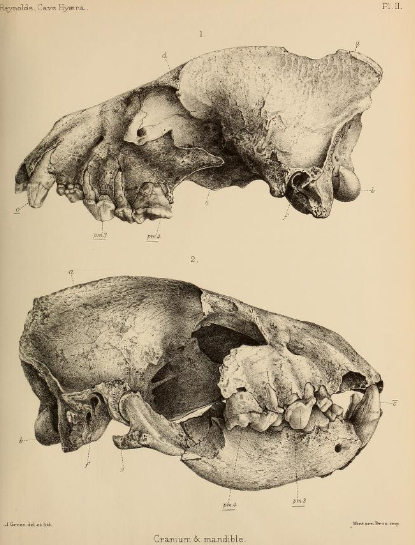
Cráneo de Wookey Hole, ahora en el Museo Taunton
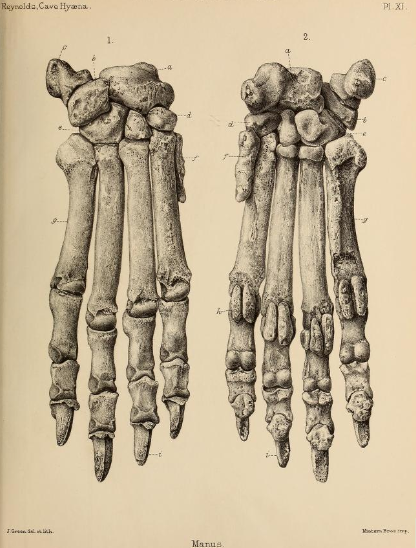
Vistas anterior y posterior de una pata delantera, de las Cavernas Tor Bryan cerca de Torquay, ahora en el Museo Británico
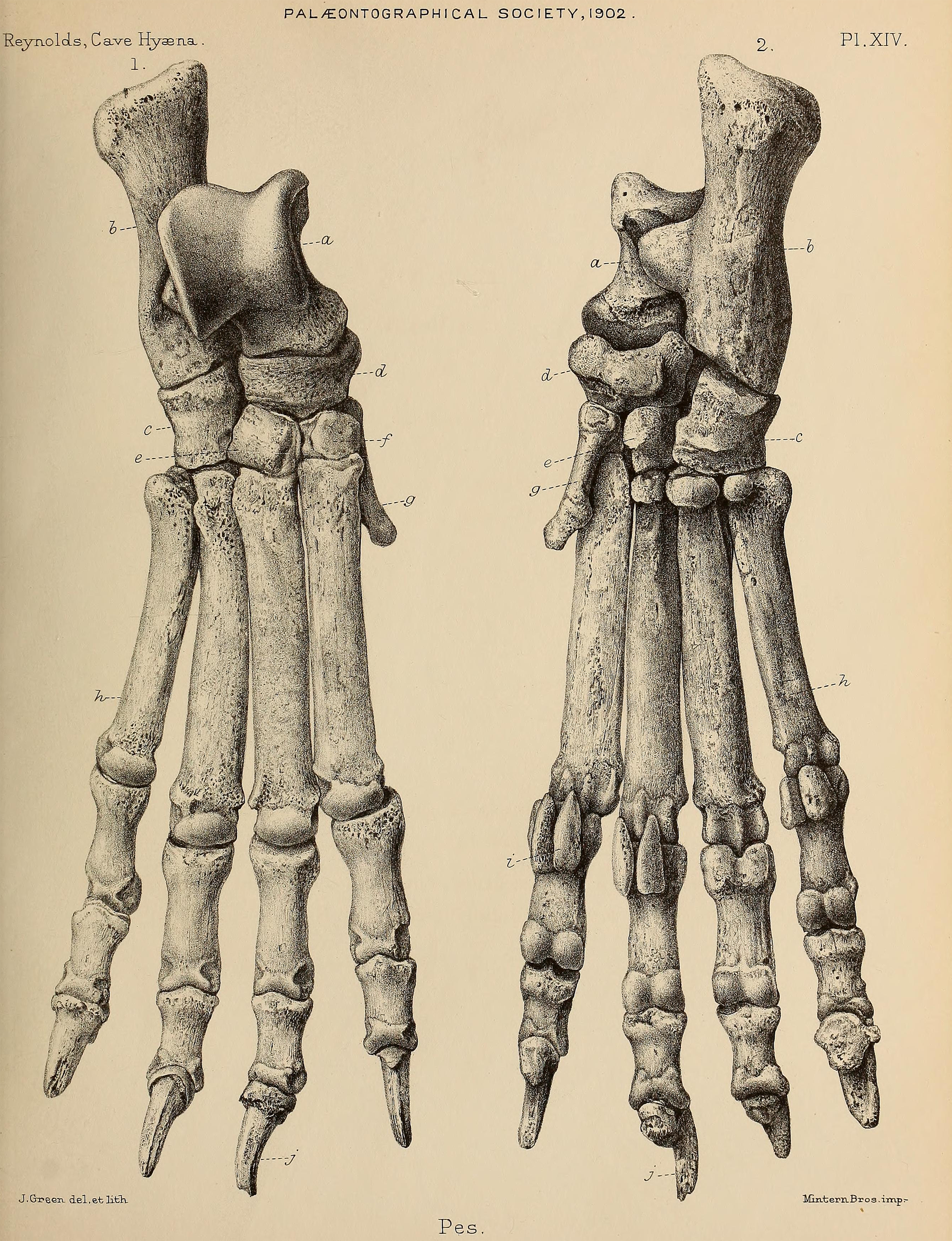
Vistas anterior y posterior de una pata derecha posterior, de las Cavernas Tor Bryan cerca de Torquay, ahora en el Museo Británico
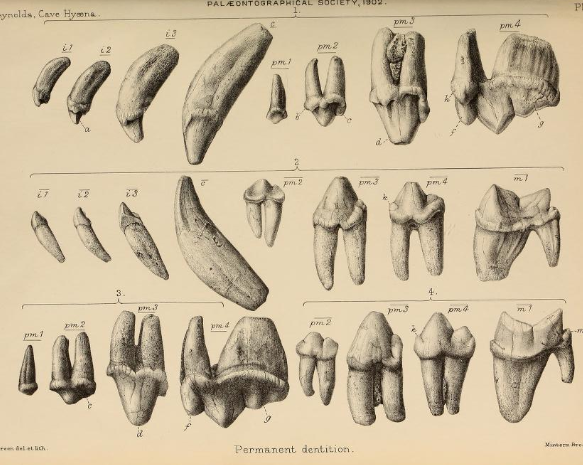
Dentición permanente de una hiena cavernaria del Pleistoceno de las Cavernas Tor Bryan cerca de Torquay, ahora en el Museo Británico
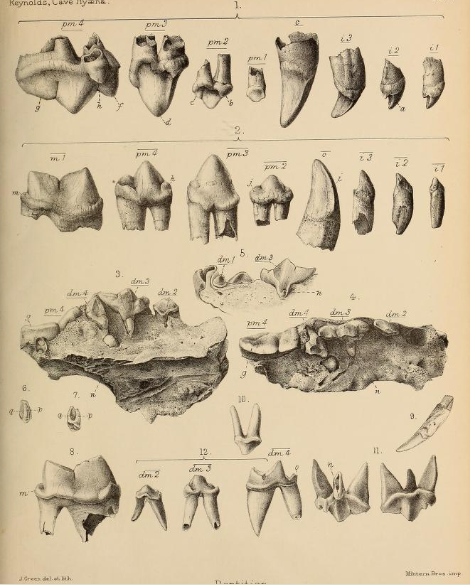
Dentición permanente, de las Cavernas Tor Bryan cerca de Torquay (ahora resguardada en el Museo Británico), las Cavernas Creswell en Derbyshire (ahora en el Museo Universitario Owen en Manchester), la Caverna Kirkdale y Wookey Hole (ahora en el Museo Oxford).
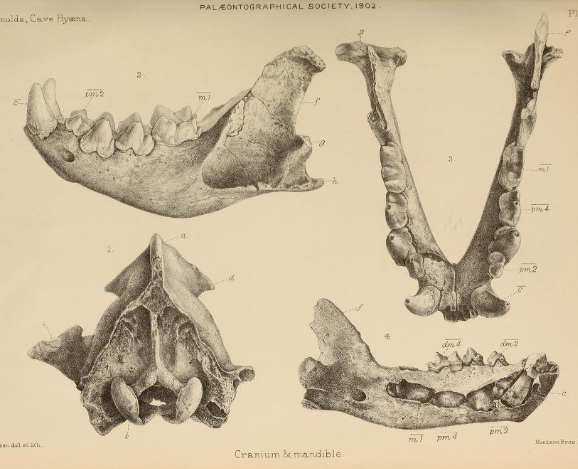
Mandíbulas y cráneo de Kent's Hole, Torquay (ahora en el Museo Británico) y Wookey Hole (ahora en el Museo Taunton).
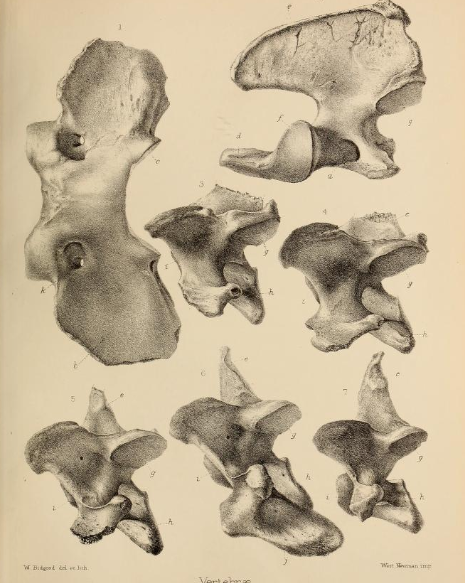
Vértebras de Wookey Hole (ahora en el Museo Taunton).
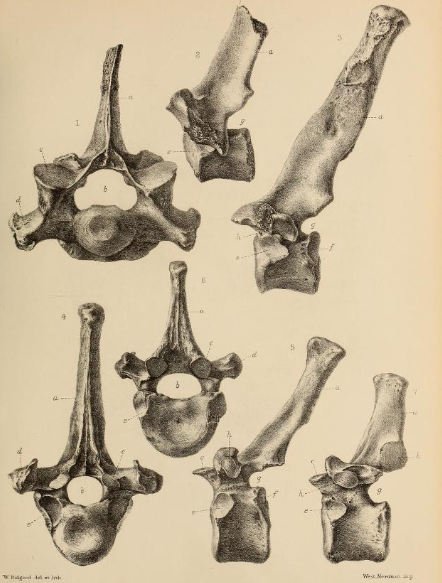
Vértebras de Wookey Hole (ahora en el Museo Taunton).
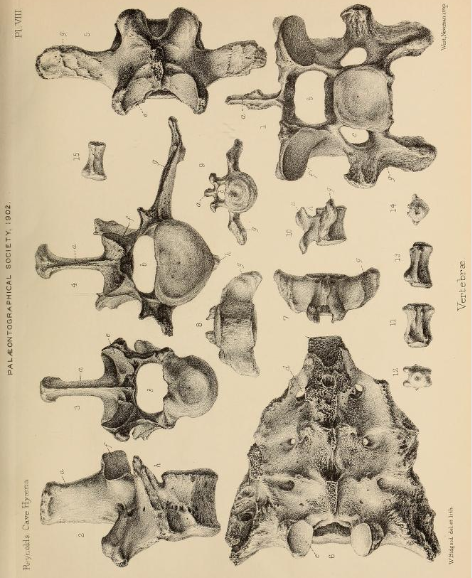
Vértebras de Wookey Hole (ahora en el Museo Taunton).
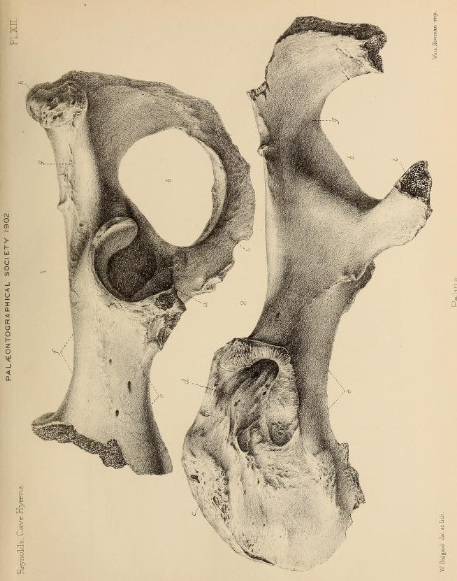
Pelvis de Wookey Hole (ahora en el Museo Taunton).
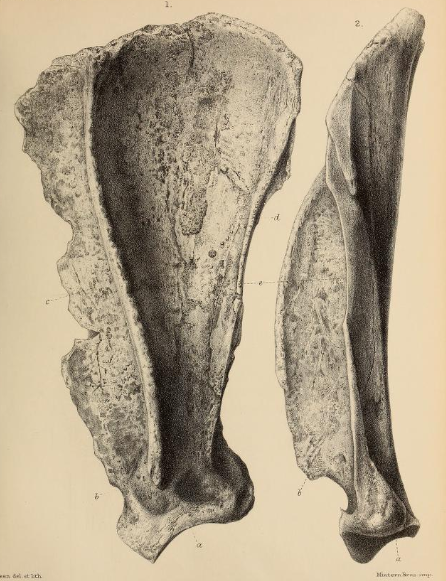
Escápula de las Cavernas Creswell, Derbyshire (ahora en el Museo Universitario Owen en Manchester).